# Yamantaka Eye
Yamantaka Eye (山塚アイ, Yamataka Ai), de son vrai nom Tetsurō Yamatsuka (山塚徹郎, Yamatsuka Tetsurō), né le 13 février 1964 vers Kōbe, est un chanteur, musicien et artiste visuel japonais influencé par le dadaïsme et surtout connu en tant que fondateur du groupe de noise rock Boredoms. Il a changé plusieurs fois de nom, de Yamatsuka Eye à Yamantaka Eye, et enfin Yamataka Eye. Il se nomme lui-même parfois eYe ou EYヨ et est également Disc Jockey sous le nom de DJ 光光光 (DJ pica pica pica, « pica » signifiant « brillant »), entre autres pseudonymes occasionnels.

## Musique
Parmi ses premiers travaux en musique, on peut remarquer le très conflictuel Hanatarash, connu pour ses concerts/performances destructeurs. Parmi les autres groupes dont il fut membre on peut citer UFO or Die, Puzzle Punks et Destroy 2. Il est cependant connu pour sa discographie extrêmement prolifique et ses innombrables collaborations.

### Boredoms
Eye est un membre fondateur de l'influent groupe de rock expérimental Boredoms, qui connut un succès important au début des années 1990, et dont il est généralement considéré (à tort ou à raison) comme le leader. Il utilise avec cette formation une grande variété des techniques vocales incongrues (cris gutturaux, borborygmes, chant plus ou moins conventionnel, grunt), ainsi que divers instruments expérimentaux, électroniques et des bandes reel-to-reel.

### Collaborations
Parmi ses collaborations les plus remarquées on peut citer un maxi réalisé en 1993 avec Sonic Youth et intitulé TV Shit, sorti sur le label de Thurston Moore, Ecstatic Peace!, une collaboration avec Yamamoto Seiichi & Yamazaki Maso dans le cadre du projet (Triple) Yama's", ainsi que deux albums (Live! et Live!!) avec le DJ expérimental Yoshihide Otomo, sous le nom de "MC Hellshit & DJ Carhouse"
Il a également travaillé avec la formation Praxis de Bill Laswell et dans les groupes Naked City et Painkiller de John Zorn à leurs débuts. Eye et Zorn ont aussi enregistré ensemble l'album Zohar sous le nom de "Mystic Fugu Orchestra". Cette compilation, qui rend hommage et dresse tout à la fois une satire de la culture juive, est de plus une critique de la secte japonaise Ōmoto, dont Eye était autrefois proche. Ils ont également enregistré deux albums en duo, Nani Nani et Naninani II
Le 7 juillet 2007, Eye a participé au 77 Boadrum, une performance réunissant 78 batteurs à l'Empire-Fulton Ferry State Park de Brooklyn (New York).